# Tvrđava Barone
Tvrđava Šubićevac (tvrđava Baron Degenfeld) smještena je sjeverno od stare gradske jezgre Šibenika, nekoliko stotina metara jugoistočno od tvrđave sv. Ivana. Nalazi se na 80 metara nadmorske visine, na brdu koje se zove Vidakuša, zbog toga što se tu, prije gradnje tvrđave, nalazila mala crkva sv. Vida. 
Prostire se na nešto manje od 4000 četvornih metara, te je prostorno raspodijeljena na dva nivoa. Na onom višem nalaze se glavni obrambeni elementi, dok su se na nižem dijelu, okrenutom prema gradskoj jezgri, nalazile zgrade za smještaj vojnika i vojne opreme.

## Povijest
Izgrađena je 1646. sjeveroistočno od šibenske povijesne jezgre i nekadašnjih gradskih bedema, u isto vrijeme kad i tvrđava sv. Ivana, te je zajedno s njom igrala značajnu ulogu u obrani grada od Turaka 1647. Tvrđave su se gradile zbog ranjivosti grada i osmanskih napada u 17. stoljeću. Zbog učestalog straha od napada se provodi građevinska intervencija na utvrdi Barone koja je time dobila i status tvrđave. 
Dugo vremena nosila je ime po barunu Christophu Martinu von Degenfeldu, njemačkom generalu u službi Mletačke Republike, vođi obrane Šibenika od 1646. do 1647. Godine 1659. proširio ju je i restaurirao Antun Bernardo, koji je to isto učinio i s tvrđavom sv. Ivana. Gradsko vijeće Šibenika kupilo je tvrđavu te njeno okolno područje 1912. i nazvalo taj dio grada Šubićevac po staroj hrvatskoj plemićkoj obitelji Šubića. 

### Obnova
S obzirom na to da Tvrđava Barone predstavlja neprocjenjivu kulturnu baštinu grada Šibenika te ima svoju priču o velikoj hrabrosti i pobjedi, 2014. godine je grad Šibenik započeo s obnovom Tvrđave Barone. Uz pomoć tehnologije su se oživjeli događaji iz 17. stoljeća te se na taj način prikazalo posjetiteljima kako su se odvijale borbe s Osmanskim Carstvom. Osim toga, u obnovu su uključili i prostor za dječje igralište te gastro-kulturni centar.
Tvrđava Šubićevac malo je manja od tvrđave sv. Ivana, ali je lakše pristupačna posjetiteljima. S nje se pruža prekrasan pogled na stari grad, šibenski kanal sv. Ante i otoke šibenskog arhipelaga.

## Vanjske poveznice
|  | Zajednički poslužitelj ima još gradiva o temi Tvrđava Barone |

- Tvrđava Baroine - za posjetitelje. tvrdjava-kulture.hr